# Biosphärenreservat Yssyk-Köl
Das Biosphärenreservat Yssyk-Köl ist ein von der UNESCO anerkanntes Biosphärenreservat in Kirgisistan.

## Lage
Das Biosphärenreservat liegt im Nordosten Kirgisistans im Tian-Shan-Gebirge in der Umgebung des Bergsees Yssyk-Köl, nach dem es auch benannt ist. Es umfasst mit einer Fläche von mehr als 43.000 Quadratkilometern fast das gesamte Territorium des Oblus Yssyk-Köl und mehr als 20 % des Staatsgebiets von Kirgisistan.

## Beschreibung
Das Gebiet des Biosphärenreservats umfasst eine große Zahl unterschiedlicher Ökosysteme, die Lebensraum für eine Vielzahl von Tier- und Pflanzenarten bieten, von denen viele hier endemisch sind.
Von der auf etwa 1600 Metern Höhe gelegenen Seeoberfläche des Yssyk-Köl steigen die umgebenden Gebirge, darunter Kungej-Alatau nördlich des Sees und Terskej-Alatau südlich des Sees, auf 4000 bis 5000 Meter an, die am Südostrand des Gebiets verlaufende Zentralkette des Tian Shan ist sogar noch höher.
Dadurch sind ausgehend vom Seeufer unterschiedlichste Vegetationstypen von den Subtropen bis zur Tundra als extrazonale Vegetation vertreten. Die hohe Artenvielfalt an Tierarten in den verschiedenen Vegetationsbereichen umfasst unter anderem 11 Reptilienarten, 54 Säugetierarten und 267 Vogelarten. Davon stehen 39 in der Roten Liste von Kirgisistan.
Menschliche Aktivitäten in dem Gebieten umfassen Ackerbau, Viehzucht, Jagd und Tourismus. Beeinträchtigungen gibt es durch Industrieemissionen aus Bergbauaktivitäten.

## Errichtung
Das Gebiet wurde 1998 als nationales Schutzgebiet errichtet. Hauptziel der Regierung Kirgisistans ist die Entwicklung einer ökologisch sinnvollen Landnutzungspraxis und wirtschaftlicher Aktivitäten in diesem Gebiet. 2001 wurde es gemäß dem Programm Der Mensch und die Biosphäre von der UNESCO als Biosphärenreservat anerkannt. Zusammenfassend heißt es dazu:

„Die Bergregion des zentralen Tian Shan um den Issyk-Kul-See herum ist eine der letzten harmonischen Kulturlandschaften Mittelasiens, die naturnahe Lebensräume in Kombination mit traditioneller Kultur bewahrt.“